# Sweet Home 3D
Sweet Home 3D è un software per la realizzazione di modelli e rendering di interni di abitazioni.
Prodotto da eTeks, permette di disegnare il perimetro e i muri interni dell'abitazione ed inserire modelli 3D di elementi d'arredo. Il software permette inoltre di orientare le camere per catturare immagini della stanza da molteplici angolazioni e posizioni.
Il programma utilizza Formato Wavefront .OBJ, COLLADA, .3DS e Keyhole Markup Language Zipped come formati di file ed è localizzato nelle seguenti lingue: inglese, francese, portoghese, spagnolo, italiano, tedesco, olandese, svedese, ceco, polacco, ungherese, greco, bulgaro, russo, vietnamita, cinese semplificato, cinese tradizionale, giapponese, portoghese europeo, sloveno, finlandese, serbo, ucraino, turco e coreano.

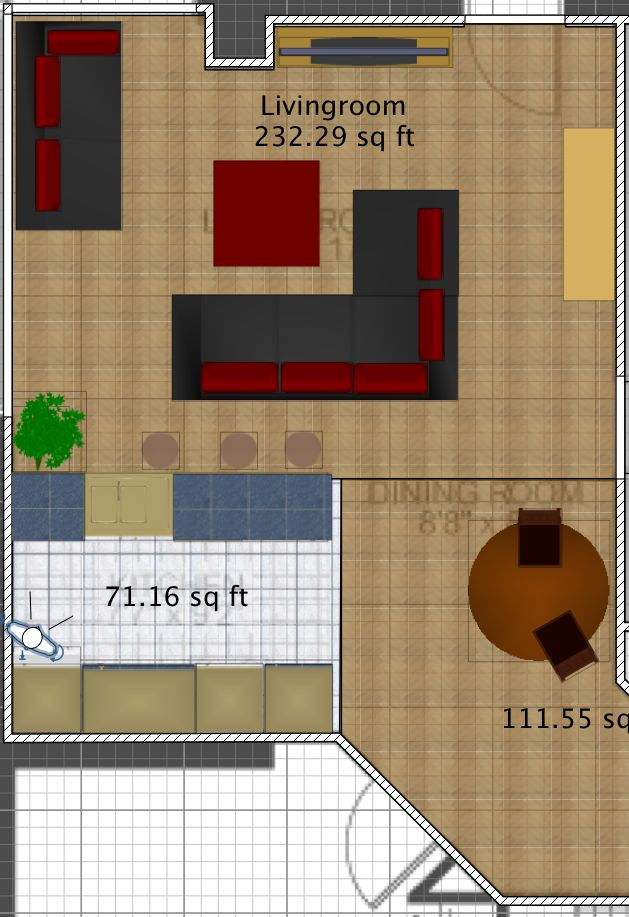
Layout
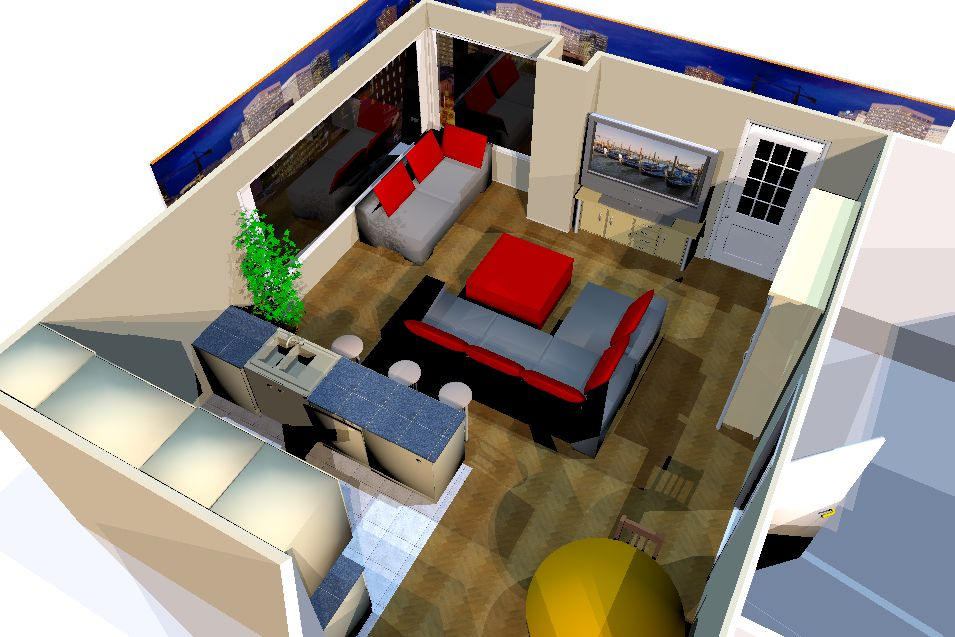
3D view
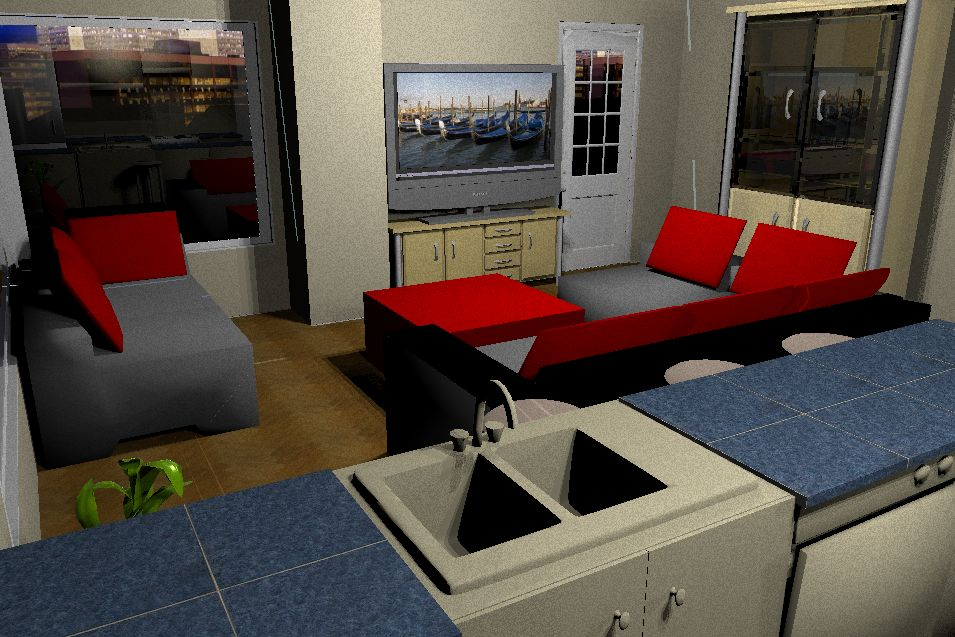
Render